# Maria Goos
Maria Goos (Breda, 25 februari 1956) is een Nederlandse schrijfster die vooral bekendheid heeft verworven als scenario-schrijfster van televisieseries, toneelstukken en films. Daarnaast schreef ze van 2003 tot en met december 2004 columns in het Volkskrant Magazine onder de titel 'Leef' (tijdens de opnamen van de gelijknamige film) en van 2005 tot 2007 onder haar eigen naam. Ook schreef ze voor het blad Esta.

## Levensloop
Goos volgde de middelbare school in Breda en deed tussen 1977 en 1982 een opleiding tot docent en regisseur aan de Toneelacademie in Maastricht. Ze ontmoette daar een aantal personen met wie ze in haar verdere carrière veel samenwerkte; de acteurs Peter Blok (haar latere echtgenoot), Gijs Scholten van Aschat, Carine Crutzen en Yvonne van den Hurk en regisseur Willem van de Sande Bakhuyzen. Haar huwelijk met Blok duurde 33 jaar en eindigde in 2013. Van 1985 tot 1989 was ze samen met Arie Kant artistiek leider van Toneelgroep De Kompaan. Na een aantal stukken te hebben geschreven, en soms geregisseerd, voor De Kompaan en Toneelgroep Centrum wordt ze rond 1986 ook gevraagd om voor televisie te schrijven. Dat resulteerde in de jaren negentig in de advocatenserie Pleidooi, samen met Hugo Heinen en Pieter van de Waterbeemd, later gevolgd door Oud Geld. Beide televisieseries ontvingen veel prijzen.
In september 2000 ging haar toneelstuk Familie door Het Toneel Speelt in première, dat later werd verfilmd. Twee jaar later volgde het stuk Cloaca (eveneens verfilmd; zie Cloaca) dat enkele jaren later in regie van Kevin Spacey in het Londense Old Vic-theater werd opgevoerd. Hier kon het echter niet op zulke lovende kritieken rekenen als in Nederland. De Duitstalige en Spaanstalige vertalingen (2006/2007) deden het beter. Op 25 januari 2007 ging het door haar geschreven stuk De Geschiedenis van de familie Avenier (uitgevoerd door Het Toneel Speelt) in première in de Stadsschouwburg te Amsterdam. Dit stuk was een vierluik waarbij de eerste 2 delen in 2007 werden uitgevoerd en de laatste 2 delen in 2008.
In 2005 kreeg ze de Gouden Ganzenveer voor haar oeuvre en in 2008 de Edmund Hustinxprijs. Goos ontving op 21 januari 2011 tijdens de Cultuurnacht Breda de Breda Oeuvreprijs.

## Oeuvre
- 1982 - En toen Mamma, tekst en regie, Toneelgroep Theatra
- 1983 - Tussen Zussen, tekst en regie, Toneelgroep Centrum
- 1983 - Blessuretijd, tekst en regie, Toneelgroep Centrum
- 1984 - Een avond in Extase, tekst en regie, Toneelgroep 8 oktober
- 1985 - De Keizerin van België, tekst, Toneelgroep Scholengroep Centrum
- 1986 - Helden, tekst en regie, Toneelgroep De Kompaan
- 1986 - De Keizerin van België, televisiebewerking, voor de NCRV
- 1987 - In het uiterste geval, regie
- 1988 - Alles is liefde, tekst, Toneelgroep De Kompaan
- 1988 - Eeuwig Jong, tekst, Toneelgroep de Kompaan
- 1991 - Hartslag, tekst single play (eenmalig televisiedrama), VARA
- 1990/1994 - tekst 60 sketches voor Het Klokhuis
- 1992 - Veel volk, weinig mensen, tekst monoloog, aflevering uit de serie Oog in oog, voor de IKON
- 1991/1994 - Pleidooi, tekst 31 afleveringen in samenwerking met Hugo Heinen, Pieter van de Waterbeemd en andere schrijvers, voor de AVRO en BRT, met IDTV
- 1995/1997 - Oud Geld, tekst 19 afleveringen, AVRO met IDTV, bekroond met de Lira Scenarioprijs
- 1997 - Draaikonten, tekst, coproductie Orkater en De Parade
- 1998 - De Kuba Walda's, tekst en regie, coproductie Orkater en De Parade
- 1999 - Krambamboelie, tekst, coproductie Orkater en De Parade
- 1999 - Icarus, tekst single play, voor de AVRO
- 1999 - Familie, tekst, Het Toneel Speelt
- 1999 - Familie, tekst telefilm, voor de NPS
- 2001 - Nu Even Niet, tekst en regie, Theatercombinatie Nieuwe de la Mar/Bellevue
- 2002 - Cloaca, tekst, Het Toneel Speelt
- 2003 - Nu Even Wel, tekst en regie, Theatercombinatie Nieuwe de la Mar/Bellevue
- 2003 - Cloaca, tekst telefilm, voor de AVRO
- 2003 - Lieve Mensen, tekst en regie 13-delige 8 minutenserie, voor de VPRO
- 2004 - SMOEDER, vertelvoorstelling, coproductie mugmetdegoudentand en Bellevue Lunchtheater
- 2005 - Allerzielen, tekst 1 van 15 kleine scenario's
- 2005 - Leef!, tekst bioscoopfilm, met IDTV
- 2007/2008 - De Geschiedenis van de Familie Avenier, tekst, Het Toneel Speelt
- 2010 - DOEK!, tekst toneelstuk, Kik Productions
- 2010 - Vreemd bloed, tekst bioscoopfilm
- 2011 - Oumi, tekst i.s.m. Nasrdin Dchar, Bellevue Lunchtheater
- 2011 - De Hulp, tekst en regie
- 2013 - Volgens Robert, scenario met coauteur Peter Blok, 8 afleveringen, VARA
- 2015 - Volgens Jacqueline, scenario, 8 afleveringen, VARA
- 2016 - La Famiglia, scenario i.s.m. Lucio Messercola, AVROTROS
- 2018 - We zijn hier voor Robbie, tekst, Het Nationale Theater i.s.m. de Theateralliantie
- 2022 - Uit het hoofd, met Loes Luca
- 2022 - Casa Coco, scenario i.s.m. Jacqueline Epskamp en Peter Römer
- 2022-2023 - Seksklimaat